# Canadas Grand Prix 2025
Canadas Grand Prix 2025 (officielt navn: Formula 1 Pirelli Grand Prix du Canada 2025) var et Formel 1-løb, som blev kørt den 15. juni 2025 på Circuit Gilles Villeneuve i Montreal, Canada. Det var det 10. løb i Formel 1-sæsonen 2025.
Ræset blev vundet af Mercedes' George Russell, som hermed vandt hans og holdets første ræs i sæsonen. Den anden Mercedes kører. Andrea Kimi Antonelli, sluttede på tredjepladsen, og scorede hermed sit første podiumplacering i sin Formel 1-karriere. Han blev som resultat også den tredjeyngste kører til at score et podiumplacering i Formel 1, kun overgået af Lance Stroll og Max Verstappen. Det var også det første ræs siden Las Vegas' Grand Prix 2024 hvor at ingen af de to McLaren biler kom på podiet.

## Kvalifikation
| Pos.               | Nr. | Kører                 | Konstruktør                  | Del 1    | Del 2    | Del 3    | Grid |
| ------------------ | --- | --------------------- | ---------------------------- | -------- | -------- | -------- | ---- |
| 1                  | 63  | George Russell        | Mercedes                     | 1.12,075 | 1.11,570 | 1.10,899 | 1    |
| 2                  | 1   | Max Verstappen        | Red Bull Racing-Honda RBPT   | 1.12,054 | 1.11,638 | 1.11,059 | 2    |
| 3                  | 81  | Oscar Piastri         | McLaren-Mercedes             | 1.11,939 | 1.11,715 | 1.11,120 | 3    |
| 4                  | 12  | Andrea Kimi Antonelli | Mercedes                     | 1.12,279 | 1.11,974 | 1.11,391 | 4    |
| 5                  | 44  | Lewis Hamilton        | Ferrari                      | 1.11,952 | 1.11,885 | 1.11,526 | 5    |
| 6                  | 14  | Fernando Alonso       | Aston Martin Aramco-Mercedes | 1.12,073 | 1.11,805 | 1.11,586 | 6    |
| 7                  | 4   | Lando Norris          | McLaren-Mercedes             | 1.11,826 | 1.11,599 | 1.11,625 | 7    |
| 8                  | 16  | Charles Leclerc       | Ferrari                      | 1.12,038 | 1.11,626 | 1.11,682 | 8    |
| 9                  | 6   | Isack Hadjar          | Racing Bulls-Honda RBPT      | 1.12,211 | 1.12,003 | 1.11,867 | 121  |
| 10                 | 23  | Alexander Albon       | Williams-Mercedes            | 1.12,090 | 1.11,892 | 1.11,907 | 9    |
| 11                 | 22  | Yuki Tsunoda          | Red Bull Racing-Honda RBPT   | 1.12,334 | 1.12,102 | N/A      | 182  |
| 12                 | 43  | Franco Colapinto      | Alpine-Renault               | 1.12,234 | 1.12,142 | N/A      | 10   |
| 13                 | 27  | Nico Hülkenberg       | Kick Sauber-Ferrari          | 1.12,323 | 1.12,183 | N/A      | 11   |
| 14                 | 87  | Oliver Bearman        | Haas-Ferrari                 | 1.12,306 | 1.12,340 | N/A      | 13   |
| 15                 | 31  | Esteban Ocon          | Haas-Ferrari                 | 1.12,378 | 1.12,634 | N/A      | 14   |
| 16                 | 5   | Gabriel Bortoleto     | Kick Sauber-Ferrari          | 1.12,385 | N/A      | N/A      | 15   |
| 17                 | 55  | Carlos Sainz Jr.      | Williams-Mercedes            | 1.12,398 | N/A      | N/A      | 16   |
| 18                 | 18  | Lance Stroll          | Aston Martin Aramco-Mercedes | 1-12,517 | N/A      | N/A      | 17   |
| 19                 | 30  | Liam Lawson           | Racing Bulls-Honda RBPT      | 1.12,525 | N/A      | N/A      | PL3  |
| 20                 | 10  | Pierre Gasly          | Alpine-Renault               | 1.12,667 | N/A      | N/A      | PL3  |
| 107%-tid: 1.16,853 |     |                       |                              |          |          |          |      |
| Kilde:             |     |                       |                              |          |          |          |      |

Noter:
↑1 - Isack Hadjar blev givet en 3-plads straf for at køre i vejen for Carlos Sainz Jr. under del 1.
↑2 - Yuki Tsunoda blev givet en 10-plads straf for at overhæle Oscar Piastri under rødt flag i løbet af den tredje træningssession. 
↑3 - Liam Lawson og Pierre Gasly måtte starte fra pit lane efter at have lavet ændringer på sin bil under parc fermé.

## Resultat
| Pos.                                                               | Nr. | Kører                 | Konstruktør                  | Omgange | Tid/Udgået    | Startpos. | Point |
| ------------------------------------------------------------------ | --- | --------------------- | ---------------------------- | ------- | ------------- | --------- | ----- |
| 1                                                                  | 63  | George Russell        | Mercedes                     | 70      | 1:31.52,688   | 1         | 25    |
| 2                                                                  | 1   | Max Verstappen        | Red Bull Racing-Honda RBPT   | 70      | +0,288        | 2         | 18    |
| 3                                                                  | 12  | Andrea Kimi Antonelli | Mercedes                     | 70      | +1,014        | 4         | 15    |
| 4                                                                  | 81  | Oscar Piastri         | McLaren-Mercedes             | 70      | +2,109        | 3         | 12    |
| 5                                                                  | 16  | Charles Leclerc       | Ferrari                      | 70      | +3,442        | 8         | 10    |
| 6                                                                  | 44  | Lewis Hamilton        | Ferrari                      | 70      | +10,713       | 5         | 8     |
| 7                                                                  | 14  | Fernando Alonso       | Aston Martin Aramco-Mercedes | 70      | +10,972       | 6         | 6     |
| 8                                                                  | 27  | Nico Hülkenberg       | Kick Sauber-Ferrari          | 70      | +15.,64       | 11        | 4     |
| 9                                                                  | 31  | Esteban Ocon          | Haas-Ferrari                 | 69      | +1 omgang     | 14        | 2     |
| 10                                                                 | 55  | Carlos Sainz Jr.      | Williams-Mercedes            | 69      | +1 omgang     | 16        | 1     |
| 11                                                                 | 87  | Oliver Bearman        | Haas-Ferrari                 | 69      | +1 omgang     | 13        |       |
| 12                                                                 | 22  | Yuki Tsunoda          | Red Bull Racing-Honda RBPT   | 69      | +1 omgang     | 18        |       |
| 13                                                                 | 43  | Franco Colapinto      | Alpine-Renault               | 69      | +1 omgang     | 10        |       |
| 14                                                                 | 5   | Gabriel Bortoleto     | Kick Sauber-Ferrari          | 69      | +1 omgang     | 15        |       |
| 15                                                                 | 10  | Pierre Gasly          | Alpine-Renault               | 69      | +1 omgang     | PL        |       |
| 16                                                                 | 6   | Isack Hadjar          | Racing Bulls-Honda RBPT      | 69      | +1 omgang     | 12        |       |
| 17                                                                 | 18  | Lance Stroll          | Aston Martin Aramco-Mercedes | 69      | +1 omgang     | 17        |       |
| 18                                                                 | 4   | Lando Norris          | McLaren-Mercedes             | 66      | Sammenstød1   | 7         |       |
| Ret                                                                | 30  | Liam Lawson           | Racing Bulls-Honda RBPT      | 53      | Overophedning | PL        |       |
| Ret                                                                | 23  | Alexander Albon       | Williams-Mercedes            | 46      | Motor         | 9         |       |
| Hurtigste omgang: George Russell (Mercedes) - 1.14,119 (omgang 63) |     |                       |                              |         |               |           |       |
| Kilde:                                                             |     |                       |                              |         |               |           |       |

Noter:
↑1 - Lando Norris udgik af ræset, men blev klassificeret som færdiggjort, i det at han havde kørt mere end 90% af ræsdistancen.

## Stilling i mesterskaberne efter løbet
| Pos. | Kører           | Point |
| ---- | --------------- | ----- |
| 1    | Oscar Piastri   | 198   |
| 2    | Lando Norris    | 176   |
| 3    | Max Verstappen  | 155   |
| 4    | George Russell  | 136   |
| 5    | Charles Leclerc | 104   |

| Pos. | Konstruktør         | Point |
| ---- | ------------------- | ----- |
| 1    | McLaren-Mercedes    | 374   |
| 2    | Mercedes            | 199   |
| 3    | Ferrari             | 183   |
| 4    | Red Bull-Honda RBPT | 162   |
| 5    | Williams-Mercedes   | 55    |